# Gibson ES-333
Gibson ES-333 — полуакустическая гитара, созданная Gibson Guitar Corporation.
ES-333 очень похожа на Gibson ES-335, но ES-335 имеет следующие отличия:
- Отделка тонким атласом, по сравнению с ES-335, с толстым глянцевым покрытием.

- Голова грифа имеет логотип Gibson нанесённый методом шелкографии, по сравнению с инкрустированным логотипом ES-335.

- Голова грифа не имеет никаких декоративной вставок, по сравнению с ES-335 где"корона" на голове грифа.

- Датчики типа Gibson 490R и 498T, по сравнению с ES-335 с Gibson 57 Classic pickups.

- На задней части тела гитары имеется доступ к электронике, по сравнению с цельной задней декой ES-335.

- Привязка простая monolayered обязательным в отличие от полосатых обязательными для ES-335.

Корпус гитары имеет выпуклую форму «Archtop», из клёна делается лицевая и задняя сторона деки гитары. Внутри центральная цельнодеревянная кленовая доска, которая скреплена с лицевой и задней пластиной деки, а также соединена с грифом. Цельный гриф из красного дерева, с накладкой из палисандра и маркеров в виде точечных перлоидных инкрустаций. Гриф вклеен. ES-333 не имеет ни накладки, ни пикгарда, ручки регулировки громкости и тона чёрного цвета. Переключатель звукоснимателей чёрного или кремового цвета. На крышке анкерного стержня нет декоративных деталей, лицевая сторона головы из волокнистой древесины, как на многих современных моделях Gibson. ES-333 доступен в двух вариантах конечной отделки, «worn brown» и «rad», покрыта тонким атласным лаком из нитроцеллюлозы. Эта отделка создаёт эффект старого инструмента.
Существовали также естественные (светло-жёлтого цвета) и три цвета санберст доступны из некоторых крупных предприятий розничной торговли.

## ES-333 Tom Delonge
Подписная модель Тома ДеЛонга. Имеет один звукосниматель Gibson Dirty Fingers Humbucker в бридже. На месте некового звукоснимателя пластиковая чёрная заглушка. Одна ручка громкости бежевого цвета Les Paul Style. Изготавливают более дешёвую версию гитары на заводе Epiphone в Циндао по лицензии Gibson. Есть небольшие различия в форме деки. Вырезы f на лицевой стороне чуть шире чем в оригинальном Gibson. Крышка анкерного болта на грифе крепится на трёх, а не на двух болтах, колки Epiphone Style.